# Apatura chitralensis
Apatura chitralensis är en fjärilsart som beskrevs av Evans 1912. Apatura chitralensis ingår i släktet Apatura och familjen praktfjärilar. Inga underarter finns listade i Catalogue of Life.